# Ludwika Wąsowicz
Ludwika Wąsowicz (ur. 1 maja 1905 w Harcie, zm. 28 grudnia 2014 w Szczecinie) – polska stulatka, w chwili śmierci była najstarszą Polką.

## Życiorys
Całe życie ciężko pracowała, najpierw na wsi, a po przyjeździe do Szczecina w maju 1946 - w pralni, szpitalu, sanatorium, w końcu zaś - na własnym ogródku. Doczekała się czworga wnucząt i dziesięciorga prawnucząt.
Zmarła w wieku 109 lat. 30 grudnia 2014 roku została pochowana na Cmentarzu Centralnym w Szczecinie.